# Lijst van voetbalinterlands Bangladesh - Jordanië
Deze lijst van voetbalinterlands is een overzicht van alle officiële voetbalwedstrijden tussen de nationale teams van Bangladesh en Jordanië. De landen hebben tot op heden twee keer tegen elkaar gespeeld. De eerste ontmoeting, een kwalificatiewedstrijd voor het Wereldkampioenschap voetbal 2018, werd gespeeld in Dhaka op 8 september 2015. Het laatste duel, de returnwedstrijd in dezelfde kwalificatiereeks, vond plaats op 24 maart 2016 in Amman.

## Wedstrijden
| № | Plaats | Datum            | Competitie           | Wedstrijd             | Uitslag |
| - | ------ | ---------------- | -------------------- | --------------------- | ------- |
| 1 | Dhaka  | 8 september 2015 | WK 2018 kwalificatie | Bangladesh − Jordanië | 0 − 4   |
| 2 | Amman  | 24 maart 2016    | WK 2018 kwalificatie | Jordanië − Bangladesh | 8 − 0   |

## Samenvatting
| Competitie      | Totaal gespeeld | Winst Bangladesh | Gelijk | Winst Jordanië | Doelsaldo Bangladesh – Jordanië |
| --------------- | --------------- | ---------------- | ------ | -------------- | ------------------------------- |
| WK-kwalificatie | 2               | 0                | 0      | 2              | 0 − 12                          |
| Totaal          | 2               | 0                | 0      | 2              | 0 − 12                          |

Wedstrijden bepaald door strafschoppen worden, in lijn met de FIFA, als een gelijkspel gerekend.